# 153
153 (CLIII) var ett normalår som började en söndag i den julianska kalendern.

## Händelser

### Okänt datum
- Galenos inleder sina högre studier i Rom.
- Ett mindre uppror mot det romerska styret utbryter i Egypten.
- Den östkinesiska Handynastins Yuanjia-era ersätts av Yongxing-eran.

## Födda
- Klemens av Alexandria, kyrkofader
- Lü Bu, kinesisk krigare under Handynastin

## Avlidna
- Papias av Heriapolis, lärjunge till Polykarpos
- Cathair Mor, storkonung av Irland